# Conjunt buit

Símbol per al conjunt buit

Altra notació per al conjunt buit (aquell que no conté cap element).

El conjunt buit és el conjunt matemàtic que no té cap element. Se'l representa pel símbol ∅ ({\displaystyle \varnothing }) o ø, Ø ({\displaystyle \emptyset }), i també per la notació {}. Algunes de les seves propietats són:
- Per a tot conjunt A, el conjunt buit és subconjunt d'A:
- : ∀A: ∅ ⊆ A
- Per a tot conjunt A, la unió d'A amb el conjunt buit és A:
- : ∀A: A ∪ ∅ = A
- Per a tot conjunt A, la intersecció d'A amb el conjunt buit és el conjunt buit:
- : ∀A: A ∩ ∅ = ∅
- Per a tot conjunt A, el producte cartesià d'A i el conjunt buit és buit:
- : ∀A: A × ∅ = ∅
- L'únic subconjunt del conjunt buit és el mateix conjunt buit:
- : ∀A: A ⊆ ∅ ⇒ A = ∅
- El nombre d'elements del conjunt buit (la seva cardinalitat) és zero:
- : card(∅) = 0
- Per a qualsevol propietat:
  - per a tot element del conjunt buit ∅ es compleix la propietat
  - no hi ha cap element del conjunt buit ∅ pel qual es compleixi la propietat
- A més a més, si per a qualsevol propietat es compleix que:
  - per a tot element de V es compleix la propietat
  - no hi ha cap element de V pel qual es compleixi la propietat

aleshores V = ∅

## El seu ús en lingüística
Sovint en lingüística s'utilitza el símbol de conjunt buit per a designar el morfema zero. En l'Alfabet Fonètic Internacional, el símbol ø representa la vocal semitancada anterior arrodonida.